# Erdőbénye
Erdőbénye is een plaats (község) en gemeente in het Hongaarse comitaat Borsod-Abaúj-Zemplén. Erdőbénye telt 1298 inwoners (2001).